# Feihuquan
Feihuquan (飞虎拳, Pugilato della Tigre Volante) è uno stile di arti marziali cinesi.
Questa scuola si è diffusa nell'area di Cangzhou in Hebei, durante il regno di Qianlong, nel 1743, infatti un maestro di Pechino, tale Zhang Guangyuan (张光远), si trasferì nella contea di Nanpixian (南皮县). Zhang è considerato prima generazione di questo stile. Suoi allievi furono Zhang Guichun (张贵春) e Gu Baoqing (顾宝庆). Oltre a questi furono famosi praticanti di questo stile tra la fine dell'epoca della dinastia Qing e gli inizi dell'epoca repubblicana: Zhang Baoqin (张宝琴), Gu Linjie (顾林杰), Meng Xigang (孟希岗), Gu Xiaozhi (顾孝枝, donna), Gu Xiaomei (顾孝梅, donna). Zhang Baoqin ha trasmesso lo stile nel Liaoning.